# نسل جدید حمل و نقل هوایی
نسل جدید حمل و نقل هوایی (به انگلیسی: Next Generation Air Transportation System)(مخفف انگلیسی: NextGen) اصطلاحی است که سیستم ملی هوانوردی ایالات متحده قصد پیاده‌سازی آن را از سال ۲۰۱۲ تا ۲۰۲۵ دارد. این سیستم شامل اصلاحاتی چه در سطح ایستگاه‌های زمینی تا ماهواره‌ها می‌شود.